# John Watson (racerförare)
John Marshall Watson MBE , född 4 maj 1946 i Belfast i Nordirland, är en brittisk racerförare.

## Racingkarriär
John Watson kom trea i formel 1-VM 1982 som bäst. Watson vann loppet i USA West 1983 efter att ha startat från den 22:a startrutan, vilket är rekord inom modern grand prix-racing.
Efter formel 1-karriären blev han en framgångsrik sportvagnsförare. Därefter blev han TV-kommentator hos bland annat Eurosport och nu har han en racingskola vid Silverstonebanan.

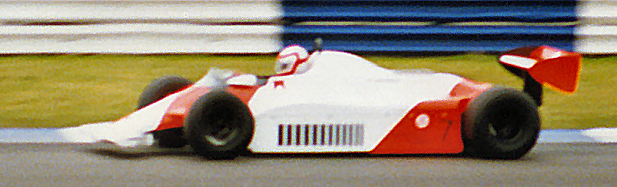
John Watson i en McLaren MP4/1 från under Coys International Historic Festival 2000.

## F1-karriär
| Säsong                 | Stall/Tillverkare                   | Placering              | Lopp | Poäng | Etta | Tvåa | Trea | Pole | Varv |
| ---------------------- | ----------------------------------- | ---------------------- | ---- | ----- | ---- | ---- | ---- | ---- | ---- |
| 1973                   | Brabham-Ford                        | -                      | 2    |       |      |      |      |      |      |
| 1974                   | John Goldie Racing (Brabham-Ford)   | 15                     | 15   | 6     |      |      |      |      |      |
| 1975                   | Surtees-Ford Lotus-Ford Penske-Ford | -                      | 11 1 |       |      |      |      |      |      |
| 1976                   | Penske-Ford                         | 7                      | 16   | 20    | 1    |      | 2    |      |      |
| 1977                   | Brabham-Alfa Romeo                  | 13                     | 17   | 9     |      | 1    |      | 1    | 2    |
| 1978                   | Brabham-Alfa Romeo                  | 6                      | 16   | 25    |      | 1    | 2    | 1    |      |
| 1979                   | McLaren-Ford                        | 9                      | 15   | 15    |      |      | 1    |      |      |
| 1980                   | McLaren-Ford                        | 11                     | 14   | 6     |      |      |      |      |      |
| 1981                   | McLaren-Ford                        | 6                      | 15   | 27    | 1    | 2    | 1    |      | 1    |
| 1982                   | McLaren-Ford                        | 3                      | 15   | 39    | 2    | 2    | 1    |      | 1    |
| 1983                   | McLaren-Ford McLaren-TAG            | 6                      | 12 3 | 22    | 1    |      | 2    |      | 1    |
| 1985                   | McLaren-TAG                         | -                      | 1    |       |      |      |      |      |      |
| Sammanlagt 12 säsonger | Sammanlagt 12 säsonger              | Sammanlagt 12 säsonger | 154  | 169   | 5    | 6    | 9    | 2    | 5    |

| 1. Österrike 1976 2. Storbritannien 1981 3. Belgien 1982 4. USA East 1982 5. USA West 1983 |

| 1. Frankrike 1977 2. Italien 1978 3. Frankrike 1981 4. Kanada 1981 5. Brasilien 1982 6. Las Vegas 1982 |

| 1. Frankrike 1976 2. Storbritannien 1976 3. Sydafrika 1978 4. Storbritannien 1978 5. Argentina 1979 6. Spanien 1981 7. Kanada 1982 8. Detroit 1983 9. Nederländerna 1983 |

| 1. Monaco 1977 2. Frankrike 1978 |

| 1. Sydafrika 1977 2. Österrike 1977 3. Kanada 1981 4. Belgien 1982 5. USA East 1983 |

| 1. Argentina 1975 2. USA West 1977 3. Sydafrika 1983 |

## Utmärkelser
- Riddare av Brittiska imperieorden,  11 juni 1983[4]

[Redigera Wikidata]